# Station Little Sutton
Little Sutton is een spoorwegstation van National Rail in Little Sutton, Cheshire West and Chester in Engeland. Het station is eigendom van Network Rail en wordt beheerd door Merseyrail. 